# Trissolcus choaspes
Trissolcus choaspes is een vliesvleugelig insect uit de familie van de Scelionidae. De wetenschappelijke naam van de soort is voor het eerst geldig gepubliceerd in 1939 door Nixon.